# La Lettre B
La Lettre B è un mensile fondato a Bruxelles nel 2010.

## Storia
Creato da Filippo Giuffrida Répaci ed un gruppo di corrispondenti stranieri a Bruxelles, il mensile La Lettre B è edito da DSPRESS  e l'Istituto Europeo di Studi Giuridici e Comunicazione .
Nel primo numero del periodico, il Redattore capo, Lorenzo Scattini, spiegò la scelta del nome La Lettre B – la lettera B in francese - : B come Bruxelles, B come Business, B come Borsa, B come Banche... Economia – Finanza – Transazioni finanziarie – Regolazione. Ritrovate ogni mese ne La lettre B l'essenziale dell'attualità economica e finanziaria decriptato. Lo scopo della rivista è mettere in luce le novità dell'Unione europea osservate da un gruppo di giornalisti indipendenti con un'impostazione dedicata al mondo dell'impresa.
Dopo alcuni anni di pubblicazioni irregolari, nel 2015, il fondatore, Filippo Giuffrida Répaci, ne assume la direzione rilanciando la rivista con il titolo La Lettre B – New Edition.
Sin dall'inizio, La Lettre B pubblica articoli indifferentemente in inglese e francese.